# Mad TV (videogioco)
Mad TV è un videogioco manageriale sviluppato e pubblicato nel 1991 da Rainbow Arts per Amiga.

## Modalità di gioco
Nel videogioco il protagonista Archie dovrà gestire il palinsesto di una canale televisivo, acquistando film e programmando nuove serie, guadagnando dalle pubblicità messe in onda.